# 楊逸
楊 逸（ヤン イー、本名：劉 莜（りゅう・ちょう、「ちょう」は草冠に「攸」）、1964年6月18日 - ）は、日本の小説家である。中国ハルビン市出身。2008年、「時が滲む朝」で第139回芥川賞受賞。中国籍（当時）の作家として、また日本語以外の言語を母語とする作家として史上初めての受賞となった。2011年に日本国籍を取得。

## 略歴
父はハルビンの大学で漢文を教えていたが、1970年1月に文化大革命で蘭西県の農村に下放され、1973年9月にハルビンに戻る。中学生の頃、日本にいる親戚が送ってきた日本の都会の風景写真を見て日本に憧れる。ハルビンの大学に進学し、会計学を専攻するが、将来に不安を感じて卒業の半年前に中退。
1987年、留学生として来日。この時点では日本語が全くわからなかったため、パソコンの外枠の組み立て工場や、中華料理店での皿洗いなどの仕事をして授業料を稼ぎ日本語学校に通った。歌手の松田聖子が歌うカセットテープをゴミ捨て場から拾って、それを日本語の聞き取りの勉強に使ったりもした。お茶の水女子大学文教育学部地理学専攻卒業後、繊維関係の会社や在日中国人向けの新聞社勤務を経て2000年に中国語教師となる。この間、1991年に日本人と結婚して2児をもうけるが、2001年に離婚。
2005年頃から反日デモの影響で仕事が減ったため、小説を書き始める。2007年、「ワンちゃん」で第105回文學界新人賞を受賞し小説家としてデビュー。2008年、「ワンちゃん」で第138回芥川賞候補。同年、「時が滲む朝」で第139回芥川賞受賞。2009年より関東学院大学客員教授、2012年より日本大学芸術学部文芸学科非常勤講師、後に教授。
2019年頃から「Hanada」に寄稿し、中国共産党批判の言論活動を行うようになっている。
なお、主として無国籍の研究を行っている早稲田大学国際教養学部教授・陳天璽は従妹（陳天璽は、楊逸の母の兄の娘）になる。

## エピソード
好きな日本語は「土踏まず」。辞書でその意味を知ったときは笑ったと語る。土踏まずが本当に土に触れないのか神奈川県の海岸に行って素足で土を踏み実際に確かめてみたことがあり、その意味の通りだと知り感激し砂浜を走り回ったという。

## 作品
- 『ワンちゃん』（文藝春秋、2008年）のち文庫
  - ワンちゃん（『文學界』2007年12月号）
  - 老処女
- 『時が滲む朝』（文藝春秋、2008年）のち文庫　
  - 初出：『文學界』2008年6月号
- 『金魚生活』（文藝春秋、2009年）
  - 初出：『文學界』2008年9月号
- 『すき・やき』（新潮社、2009年）のち文庫
  - 初出『新潮』2009年6月号）
- 『おいしい中国―「酸甜苦辣」の大陸』（文藝春秋、2010年）：エッセイ
- 『陽だまり幻想曲』(講談社、2010年)：短編集
- 『楊逸が読む聊斎志異』（明治書院、2011年）：エッセイ。原文は黒田真美子訳
- 『獅子頭（シーズトォ)』（朝日新聞出版、2011年）：長編
- 『孔子さまへの進言 中国歴史人物月旦』（文藝春秋、2012年）：エッセイ
- 『流転の魔女』（文藝春秋、2013年　のち文庫）：長編
- 編『女がそれを食べるとき』選 日本ペンクラブ編 幻冬舎文庫 2013年
- 『あなたへの歌』(中央公論新社、2014年）：長編小説
- 『中国ことわざばなし 古為今用』（清流出版、2014年）
- 『エーゲ海に強がりな月が』（潮出版社、2017年）

### ノンフィクション
- 『わが敵「習近平」』（飛鳥新社、2020年）
- 櫻井よしこ・楊海英との共著『中国の暴虐（ジェノサイド）』（ワック、 2021年）
- 劉燕子と共著『「言葉が殺される国」で起きている残酷な真実　中国共産党が犯した許されざる大罪』（ビジネス社、2021年）
- 『中国仰天事件簿　欲望止まずやがて哀しき人々』（ワック、2023年）